# Apiocera davidsonorum
Apiocera davidsonorum är en tvåvingeart som beskrevs av Mont A. Cazier 1982. Apiocera davidsonorum ingår i släktet Apiocera och familjen Apioceridae. Inga underarter finns listade i Catalogue of Life.